# Kepenuhan Barat
Kepenuhan Barat is een bestuurslaag in het regentschap Rokan Hulu van de provincie Riau, Indonesië. Kepenuhan Barat telt 1419 inwoners (volkstelling 2010).